# 大沙洛特尔
大沙洛特尔（法語：Chalautre-la-Grande，法語發音：[ʃalotʁ la ɡʁɑ̃d] ⓘ）是法国塞纳-马恩省的一个市镇，属于普罗万区。

## 地理
大沙洛特尔（48°32'31"N, 3°27'33"E）面积18.33 平方千米，位于法国法蘭西島大區塞纳-马恩省，该省份为法国北部内陆省份，北起瓦兹省，西接埃松省、马恩河谷省、塞纳-圣但尼省和瓦兹河谷省，南至卢瓦雷省，东南接约讷省，东临马恩省和奥布省，东北接埃纳省。
与大沙洛特尔接壤的市镇（或旧市镇、城区）包括：勒梅里奥、圣尼古拉拉沙佩勒、拉索尔索特、苏尔丹、博什里-圣马丹、莱谢勒。

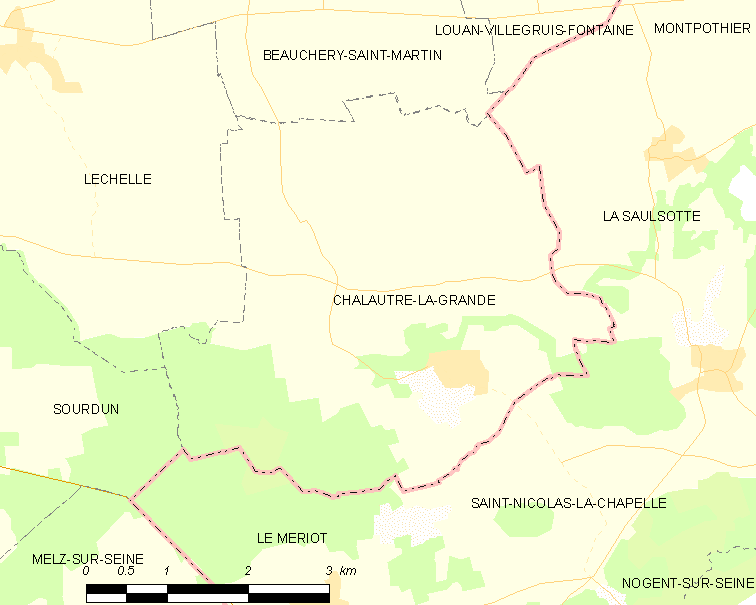
大沙洛特尔的OSM定位图

大沙洛特尔的时区为UTC+01:00、UTC+02:00（夏令时）。

## 行政
大沙洛特尔的邮政编码为77171，INSEE市镇编码为77072。

## 政治
大沙洛特尔所属的省级选区为普罗万县。

## 人口

1962-2008年间大沙洛特尔人口变化图示

大沙洛特尔于2022年1月1日时的人口数量为657人。